# 丁蓮
丁蓮（？—？），字青若，號霞瞻，福建晉江縣人，清朝政治人物。

## 生平
丁蓮幼孤力學，於康熙五十二年（1713年）考中癸巳恩科進士，任興化府教授，因為學行純粹，被巡撫陳璸延請主講鰲峰書院。不久，轉任臺灣府儒學教授，任內倡明經術，教化民眾。秩滿，升任儀徵知縣，未及到任即卒。著有《易經萃解》十二卷。

## 家族
父丁天禧爲明崇禎十三年（1640年）武進士。

### 列表
- 《臺灣通志》列傳政績，頁463。
- 《重修臺灣省通志》卷九人物志，頁119。
- 劉寧顏編，《重修台灣省通志》，臺北市，台灣省文獻委員會，1994年。

| 官衔          | 官衔                                        | 官衔        |
| ------------- | ------------------------------------------- | ----------- |
| 前任： 康卓然 | 臺灣府儒學教授 康熙五十二年（1713年）以後任 | 繼任： 鄭駬 |